# آدیتیا سیال
آدیتیا سیال (به انگلیسی: Aditya Seal) (زاده ۲۲ مارس ۱۹۸۸) بازیگر هندی است.
از کارهای معروف او می‌توان به بازی در فیلم بدون تو ۲، برای سرگرمی و یک داستان عاشقانه کوچک اشاره کرد.